# Bad Blood
Bad Blood är det brittiska bandet Bastilles debutalbum som kom ut den 4 mars 2013. Albumet debuterade med första platsen på den brittiska albumlistan och på Sverigetopplistan hamnade albumet som bäst på plats 45. Under december 2013 listade Digital Spy albumet på en tredje plats på listan Top of albums 2013.

## Spårlista
Alla låtar är skrivna och komponerade av Dan Smith, ledsångaren i Bastille.
| Nr           | Titel                      | Längd |
| ------------ | -------------------------- | ----- |
| 1.           | Pompeii                    | 3:34  |
| 2.           | Things We Lost in the Fire | 4:01  |
| 3.           | Bad Blood                  | 3:33  |
| 4.           | Overjoyed                  | 3:26  |
| 5.           | These Streets              | 2:55  |
| 6.           | Weight of Living, Pt. II   | 2:55  |
| 7.           | Icarus                     | 3:45  |
| 8.           | Oblivion                   | 3:16  |
| 9.           | Flaws                      | 3:38  |
| 10.          | Daniel in the Den          | 3:09  |
| 11.          | Laura Palmer               | 3:06  |
| 12.          | Get Home                   | 3:11  |
| Total längd: | Total längd:               | 40:25 |

| 13. | Weight of Living, Pt. I                         | 3:26 |
| 14. | The Silence                                     | 3:51 |
| 15. | Laughter Lines                                  | 4:04 |
| 16. | Bad Blood (live piano version)                  | 3:28 |
| 17. | Things We Lost in the Fire (Abbey Road Session) | 4:01 |
| 18. | Laura Palmer (Abbey Road Session)               | 3:02 |
| 19. | Flaws (live akustisk version)                   | 3:38 |
| 20. | Flaws (Live at Abbey Road)                      | 4:19 |
| 21. | Overjoyed (musikvideo)                          | 3:43 |
| 22. | Bad Blood (musikvideo)                          | 3:47 |
| 23. | Flaws (musikvideo)                              | 3:41 |
| 24. | Pompeii (musikvideo)                            | 3:52 |

| 13. | The Silence             | 3:51 |
| 14. | Weight of Living, Pt. I | 3:28 |
| 15. | Laughter Lines          | 4:04 |

| 13. | Weight of Living, Pt. I | 3:28 |
| 14. | The Silence             | 3:51 |
| 15. | Laughter Lines          | 4:04 |
| 16. | Poet                    | 2:45 |
| 17. | Haunt (demo)            | 2:52 |
| 18. | Sleepsong               | 3:42 |
| 19. | Durban Skies            | 4:11 |

## All This Bad Blood
All This Bad Blood är en expanderad utgåva av albumet Bad Blood, släppt under 2013. Utgåvan innehåller en extra disc i två delar, kallade All This Bad Blood och Other People's Heartache.

### Disc 1
| Nr           | Titel                      | Längd |
| ------------ | -------------------------- | ----- |
| 1.           | Pompeii                    | 3:34  |
| 2.           | Things We Lost in the Fire | 4:01  |
| 3.           | Bad Blood                  | 3:33  |
| 4.           | Overjoyed                  | 3:26  |
| 5.           | These Streets              | 2:55  |
| 6.           | Weight of Living, Pt. II   | 2:55  |
| 7.           | Icarus                     | 3:45  |
| 8.           | Oblivion                   | 3:16  |
| 9.           | Flaws                      | 3:38  |
| 10.          | Daniel in the Den          | 3:09  |
| 11.          | Laura Palmer               | 3:06  |
| 12.          | Get Home                   | 3:08  |
| Total längd: | Total längd:               | 40:26 |

### Disc 2, Del 1 -All This Bad Blood
| Nr | Titel                   | Längd |
| -- | ----------------------- | ----- |
| 1. | Poet                    | 2:44  |
| 2. | The Silence             | 3:51  |
| 3. | Haunt (Demo)            | 2:53  |
| 4. | Weight of Living, Pt. I | 3:26  |
| 5. | Sleepsong               | 3:40  |
| 6. | Durban Skies            | 4:11  |
| 7. | Laughter Lines          | 4:04  |

### Disc 2, Del 2 -Other People's Heartache
| Nr           | Titel                                                              | Längd |
| ------------ | ------------------------------------------------------------------ | ----- |
| 8.           | Previously on Other People's Heartache...                          | 1:06  |
| 9.           | Of The Night (Rhythm is a Dancer / The Rhythm of the Night Mashup) | 3:34  |
| 10.          | The Draw                                                           | 3:14  |
| 11.          | What Would You Do? (City High Cover)                               | 3:03  |
| 12.          | Skulls                                                             | 4:11  |
| 13.          | Tuning Out...                                                      | 2:36  |
| Total längd: | Total längd:                                                       | 42:33 |

## Bad Blood X (10th Anniversary Edition)
Bad Blood X (10th Anniversary Edition) är en jubileumsutgåva av albumet, utgiven 14 juni 2023.

### Disc 1
| Nr           | Titel                      | Längd |
| ------------ | -------------------------- | ----- |
| 1.           | Pompeii                    | 3:34  |
| 2.           | Things We Lost in the Fire | 4:01  |
| 3.           | Bad Blood                  | 3:33  |
| 4.           | Overjoyed                  | 3:26  |
| 5.           | These Streets              | 2:55  |
| 6.           | Weight of Living, Pt. II   | 2:55  |
| 7.           | Icarus                     | 3:45  |
| 8.           | Oblivion                   | 3:16  |
| 9.           | Flaws                      | 3:38  |
| 10.          | Daniel in the Den          | 3:09  |
| 11.          | Laura Palmer               | 3:06  |
| 12.          | Get Home                   | 3:11  |
| 13.          | Weight of living, Pt. I    | 3:26  |
| Total längd: | Total längd:               | 43:55 |

### Disc 2
| Nr  | Titel                                                                        | Längd |
| --- | ---------------------------------------------------------------------------- | ----- |
| 1.  | Bad Blood - Piano Version (Live from Unit 24, London, United Kingdom / 2012) | 3:28  |
| 2.  | Things We lost in the Fire - Abbey Road Sessions                             | 4:01  |
| 3.  | Laura Palmer - Abbey Road Sessions                                           | 3:02  |
| 4.  | Flaws - Acoustic Version (Live from Unit 24, London, United Kingdom / 2012)  | 3:38  |
| 5.  | Oblivion - Live from Capitol Studios 2013                                    | 3:06  |
| 6.  | Pompeii - Live at Studio Brussel / Acoustic                                  | 3:19  |
| 7.  | Icarus - Dan's Bedroom Demo                                                  | 3:21  |
| 8.  | Laura Palmer - Racing Heart Demo                                             | 2:59  |
| 9.  | Poet - Dan's Bedroom Demo                                                    | 3:15  |
| 10. | No Angels (med Ella Eyre) (Mash-up av No Scrubs av TLC och Angels av The xx) | 3:52  |
| 11. | (I Just) Died In Your Arms (Cutting Crew cover)                              | 3:19  |
| 12. | Dreams (med Gabrielle Aplin) (Fleetwood Mac cover)                           | 4:20  |
| 13. | Get Home - Live at KOKO, London, UK / 2013                                   | 3:00  |
| 14. | Bad Blood - Live at The Roundhouse, London, UK / 2013                        | 3:46  |
| 15. | Overjoyed - Live at KOKO, London, UK / 2013                                  | 3:54  |
| 16. | Sleepsong - Live at KOKO, London, UK / 2013                                  | 3:50  |
| 17. | Haunt - Live at The Roundhouse, London, UK / 2013                            | 3:23  |
| 18. | These Streets - Live at The Roundhouse, London, UK / 2013                    | 3:02  |
| 19. | The Silence - Live at The Roundhouse, London, UK / 2013                      | 4:19  |

## Musiker
- Dan Smith – ledsång, keyboard, slagverk, stråkinstrument
- Kyle Simmons – keyboard, slagverk, körsång/bakgrundssång
- Will Farquarson – basgitarr, keyboard, akustisk gitarr, körsång/bakgrundssång
- Chris "Woody" Wood – trummor, körsång/bakgrundssång